# Оугилви, Роберт
Роберт Эндрю Матер Макинду Оугилви (англ. Robert Andrew Muter Macindoe Ogilvie; 20 октября 1852 — 7 марта 1938) — английский футболист, защитник. Выступал за футбольные клубы «Аптон Парк» и «Клэпем Роверс», а также за национальную сборную Англии.

## Футбольная карьера
Уроженец Мекленбург-скуэр, Лондон, Роберт окончил Брентвудскую школу. В 1871 году стал игроком футбольного клуба «Аптон Парк». Выступал за команду два года, после чего перешёл в «Клэпем Роверс».
7 марта 1874 года провёл свой единственный матч за сборную Англии по футболу в товарищеской игре против сборной Шотландии, которая завершилась победой шотландцев со счётом 2:1.
В сезоне 1878/79 помог «Клэпем Роверс» дойти до финала Кубка Англии, в котором его клуб с минимальным счётом 0:1 уступил клубу «Олд Итонианс». К тому моменту он был капитаном команды.
В сезоне 1879/80 «Клэпем Роверс» вновь вышел в финал Кубка Англии, но на этот раз обыграл в нём «Оксфорд Юниверсити» со счётом 1:0.
Оугилви работал в комитете Футбольной ассоциации с 1874 по 1881 год и с 1884 по 1886 год. Также он был судьёй в матче между сборными Англии и Шотландии, который прошёл в Лондоне 3 марта 1877 года.

## Вне футбола
Был членом Lloyd's of London и председателем андеррайтером Lloyd's с 1910 по 1911 год. До 1914 года работал андеррайтером в страховой компании Alliance Assurance Company.
Во время Первой мировой войны работал в департаменте военных рисков (англ. War Risks department).
Умер в марте 1938 года в возрасте 85 лет.

## Достижения
«Клэпем Роверс»
- Обладатель Кубка Англии: 1880
- Финалист Кубка Англии: 1879